# Richard Anthony Hewson
Richard Anthony Hewson (Stockton-on-Tees, Teesside, 17 de noviembre de 1943) es un productor, arreglista, director y multi-instrumentista inglés más conocido por su grupo de estudio The RAH Band.

## Carrera
Hewson comenzó a finales de 1960 como arreglista, y ha trabajado con músicos como The Beatles ("Across the Universe", "I Me Mine" y "The Long and Winding Road"), The Bee Gees (Melody), James Taylor ("Carolina in My Mind"), Herbie Hancock, Clifford T. Ward, Supertramp, Pilot (Pilot), Diana Ross, Carly Simon, Art Garfunkel, Leo Sayer, Paul McCartney (Thrillington), Mary Hopkin ("Those Were The Days"), Al Stewart, Chris de Burgh, Fleetwood Mac y Chris Rea. Él también hizo arreglos de instrumentos en varios álbumes de Cliff Richard más notablemente en I'm Nearly Famous (1976) cuál fue anunciado como un renacimiento para Richard, junto con las canciones "Miss You Nights" y "Devil Woman". Los álbumes Face Tells a Story (1977) y Green Light (1978) fueron siguiendo en continuación.
Hewson también trabajó con la banda británica Jigsaw, incluyendo arreglos en su canción, "Sky High".
Aparte de su propio proyecto RAH Band,  en los años 80 fue productor de Toyah Willcox, Five Star, y Shakin' Stevens. Ha sido director de la Orquesta Filarmónica de Londres y coproductor en 1983 de Cliff Richard en su álbum en vivo Dressed for the Occasion (incluyendo la canción "True Love Ways"). En años recientes,  ha escrito música para programas de televisión y anuncios publicitarios. Su canción "Pearly" fue grabada por The Pearls.

## The RAH Band
Hewson fundó The RAH Band, de la cual él era el único miembro y que tomó ese nombre por sus iniciales, en 1977, para lanzar un instrumental llamado "The Crunch". La pieza fue el número 6 en el UK Singles Chart. Hewson tocó todos los instrumentos musicales él mismo. Para ello usó ampliamente sintetizadores, no solamente la guitarra y los teclados con efectos de pedal convencional. Continuó realizando un buen número de lanzamientos jazz funk. El segundo gran éxito para RAH Band llegó en 1985, con la canción "Clouds Across the Moon", que también alcanzó un número 6 en las listas británicas chart. Las voces fueron proporcionadas por su esposa Liz.
En julio de 2007, Hewson lanzó un remix llamado "Clouds Across the Moon '07", ahora con la vocalista Emma Charles.
Los lanzamientos de The RAH Band se emitieron bajo una variedad de sellos discográficos, entre ellos Good Earth Records, DMJ, KR Records, TMT Records y RCA.

## Discografía

### Canciones
- "Love For Hire" (1976) (Richard Hewson Orchestra)[6]
- "The Crunch" (1977) – UK No. 6[7]
- "Jiggery Pokery" / "Porride" (1977)[8]
- "Is Anybody There (Vampire Vamp)" (1978)[9]
- "Electric Fling" (1978)[10]
- "Tokyo Flyer" (1979)[11]
- "Falcon" (1980) – UK No. 35[12]
- "Slide" (1981) – UK No. 50[13]
- "Downside Up" (1981)[14]
- "Rock Me Down To Rio" / "Riding on a Fantasy" (1981)[15]
- "Perfumed Garden" (1982) – UK No. 45[16]
- "Tears & Rain" / "Hunger 4 Your Jungle Love" (1982)[17]
- "Sam The Samba Man" (1983)[18]
- "Messages from the Stars" (1983) – UK No. 42[19]
- "Questions (What'cha Gonna Do?)" (1983)[20]
- "Rising Star" / "Winter Love '84" (1984)[10]
- "Sam The Samba Man '84" / "Dream Street" (1984)
- "Are You Satisfied? (Funka Nova)" (1984) – UK No. 70[21]
- "Clouds Across the Moon" (1985) – UK No. 6[22]
- "Sorry Doesn't Make it Anymore" (1985)[23]
- "What'll Become of the Children?" (1985)[24]
- "The Crunch '85" (1985)[25]
- "Sweet Forbidden" (1986)[26]
- "Across The Bay" (1987)[27]
- "Run 4 The Sun" (1987)[28]
- "A Woman's Life" (1987)[29]
- "Nice Easy Money" (1988)[30]
- "Time Keeps Tearing Us Apart" (1988)[31]
- "Looks Like I'm in Love Again" (1993) (Key West ft Erik) – UK No. 46[32]
- "Living for the Nightlife" (1996)[33]
- "Clouds Across The Moon (Tiefschwarz Remix) (1999)
- "The Crunch-Eye in the Sky" (2005)[34]
- "Clouds Across the Moon '07" (2007)
- "Living for the Nitelife" (2008, sólo está disponible como descarga en línea) (The Rah Band ft Susanna)[35]
- "Turn My Love Around" (2008)[36]
- "No Way (To Treat Your Lover)" (2009)[36]
- "Vapour Trails" (2010)[37][4]
- "NothingIn This World" (2015)
- The Crunch (Pre-Release Raw Mix) (2010)
- Guitarama (2010)
- Ice-Cream (2010)
- Satellite (Jazz Version) (2010)
- Satellite (Funk Version) (2010)
- Pushin' The Beat To You (2010)
- Tintinabulum (2010)
- In Search Of Sangrila (2010)
- Greenhouse FX (2010)
- Make Me Crazy ((2010))
- Beyond The Sun (2010)
- In The Sky (2010)

### Álbumes
- The Orchestrah (1974)
- Love Is (Richard Hewson Orchestra) (1976)
- The Crunch & Beyond (1978)
- The RAH Band (1981)
- Going Up (1983)
- Upper Cuts (1984)
- Mystery (1985) – UK No. 60
- Past, Present & Future (1985)
- Something About The Music (1987)
- The Best of Rah Band' (1995)
- RAH Band remixed by Richard Hewson (2004)
- The Very Best of... (2005)
- 12 Inch Remixes (2009)[4][38]
- Unreleased Trax From The 70s To The 2000s (2010)